# Stade Muncipal de Beni Mellal
Stade Muncipal de Beni Mellal – stadion piłkarski w Maroku, w mieście Beni Mellal, na którym gra tamtejszy klub – Raja Beni Mellal. Może pomieścić 8000 widzów. Jego nawierzchnia jest trawiasta.